# 柳建辉
柳建辉（1958年10月—），山东昌邑市人，1982年7月毕业于山东师范大学政治系，获教育学学士学位，任教于淄博市第十七中学。1983年到吉林大学研究生院攻读中共党史专业，1986年获法学硕士学位，分配到中共中央党校《党史研究》编辑部工作。曾任中共中央党校中共党史教研室主任，现为中共中央党校副教育长、教授、博士生导师。著或与人合著《中共党建史》、《中华人民共和国史》、《中国共产党史稿》、《中国共产党执政经验》、《中国共产党执政历程》（1—3卷）、《中国共产党制度创新史》、《中国共产党历史与经验》、《百炼成钢——中国共产党应对重大困难与风险的历史经验》、《十一届三中全会前后的重大决策》、《新编中共党史简明教程》等。